# Радомино
Радомино (рос. Радомино) — присілок в Кімрському районі Тверської області Російської Федерації.
Населення становить 204 особи. Входить до складу муніципального утворення Биковське сільське поселення.

## Історія
Від 2005 року входить до складу муніципального утворення Биковське сільське поселення.

## Населення
| 1859 | 1887 | 1996 | 2002 | 2008 | 2010 |
| ---- | ---- | ---- | ---- | ---- | ---- |
| 40   | ↘31  | ↗246 | ↘196 | ↗244 | ↘204 |